# Slovakia's Next Top Model
Slovakia's Next Top Model (localmente Hľadá sa Supermodelka) es un reality show eslovaco que muestra a un grupo de concursantes compitiendo entre ellas para obtener un contrato de modelaje con ELITE Model Management en Praga y Bratislava. La supermodelo checa Simona Krainova es la equivalente de Tyra Banks en la versión original del show.

## Concursantes
- Natália Antušová 15, 5'8 de Vranov nad Topľou
- Soňa Hosová 15, de Poprad
- Regína Rusznyáková 15, de Veľká Čalomija
- Erika Kováčová 15, de Veľký Krtíš
- Linda Ilavská 21, de Liptovský Mikuláš
- Katarína Jančula 28, de Bratislava
- Zdenka Pavlíková 16, de Osuské
- Margaréta Mudríková 15, de Turzovka
- Ivana Honzová 16, de Piešťany
- Lenka Kramolišová 17, de Hlohovec
- Zuzana Lepáčková 17, de Trstená
- Petronela Pribilová 17, 5'7 de Bratislava
- Romana Tabaková 15, de Bratislava

## Jueces
- Simona Krainova
- Michal Hudák
- Saša Jány
- Peter Nagy
- Zdena Studenková

## Sumario del Ciclo
| Ciclo | Fecha de estreno    | Ganadora      | Primer finalista   | Otras concursantes en orden de eliminación | Número de concursantes | Destino Internacional |
| ----- | ------------------- | ------------- | ------------------ | --- | ---------------------- | --------------------- |
| 1     | 12 de enero de 2007 | Ivana Honzová | Regína Rusznyáková | Margaréta Mudríková, Romana Tabaková (abandona), Petronela Pribilová, Lenka Kramolišová, Linda Ilavská, Katarína Jančula, Soňa Hosová, Natália Antušová, Zuzana Lepáčková, Erika Kováčová, Zdenka Pavlíková | 13                     | Praga París           |

- Datos: Q3962894